# Krondor
Krondor is een trilogie van fantasy-auteur Raymond E. Feist en tevens de naam van een stad die in de trilogie centraal staat.

## Krondor trilogie
De Krondor-trilogie bestaat uit de volgende boeken:
- Krondor: The Betrayal (1998), vertaling: Het verraad (2000)
- Krondor: The Assassins (1999), vertaling: De moordenaars (2000)
- Krondor: Tear of the Gods (2000), vertaling: Traan der goden (2001)

## De stad Krondor
De stad Krondor is een stad in de fictieve wereld Midkemia. De stad bevindt zich op het continent Triagia en maakt deel uit van het Koninkrijk der Eilanden. Van hieruit regeert de prins van Krondor over het westelijke deel van het land. De stad zelf wordt bestuurd door de hertog van Krondor.
De criminaliteit in Krondor is goed georganiseerd: er is een dievengilde, de Snaken, onder de leiding van de Oprechte Man.
De bekendste prins van Krondor is prins Arutha, de bekendste hertog is hertog Robert.